# Königlich Bayerisches 17. Infanterie-Regiment „Orff“

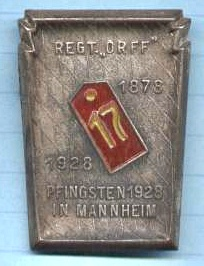
Abzeichen zum 50-jährigen Gründungsjubiläum des Regiments und zum Veteranentreffen 1928

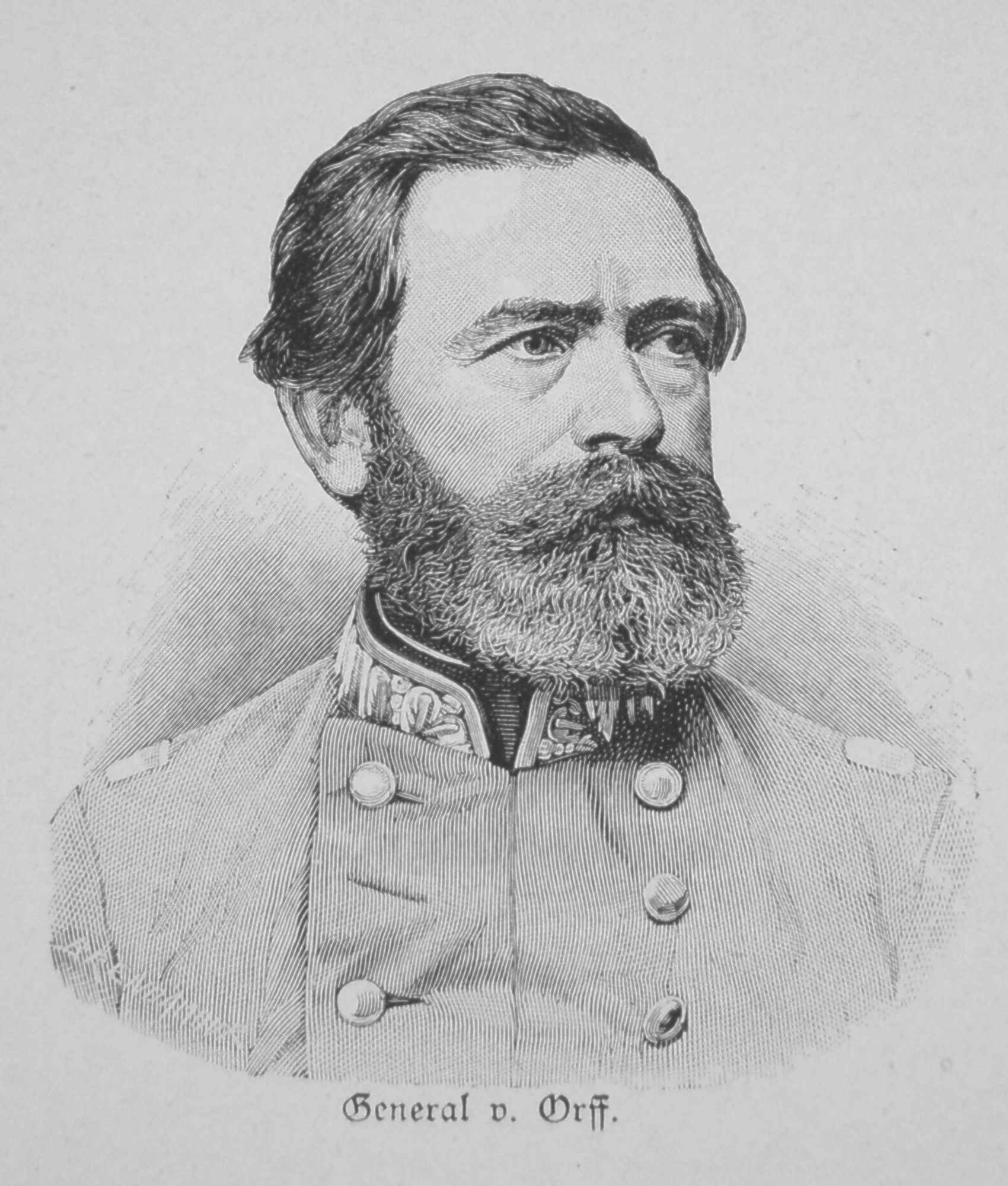
General Karl von Orff

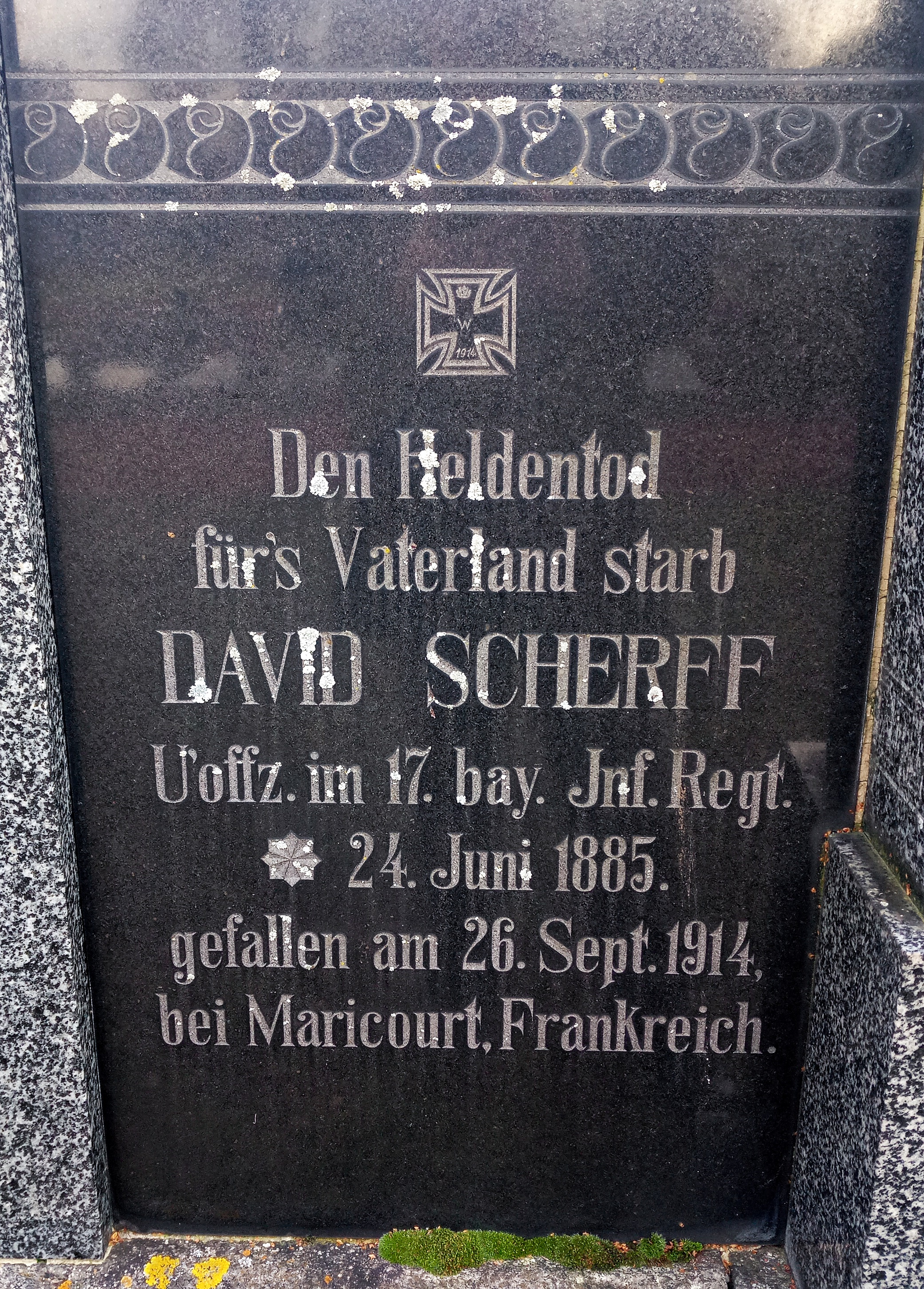
Friedhof Obersülzen; Grabstein eines Soldaten des 17. Bay. Inf. Rgts.

Das 17. Infanterie-Regiment „Orff“  war ein in der Festung Germersheim stationiertes Regiment der Bayerischen Armee. Es unterstand 1914 der 6. Infanterie-Brigade.

## Geschichte

### Gründung
Am 24. Juli 1878 mussten das 6., 8. und 10. Jäger-Bataillon in Germersheim zusammentreten, sie wurden zum 1. Oktober des gleichen Jahres zum 17. Infanterie-Regiment vereinigt. Zwei Tage später wurde Generalleutnant Karl von Orff (1817–1895) zum Inhaber des Regimentes ernannt. Die Gründungsbataillone waren bereits im Deutsch-Französischen Krieg zum Einsatz gekommen, unter anderem in den Schlachten bei Weißenburg, Wörth und Sedan sowie der Belagerung von Paris.
1881 musste das Regiment die 11. Kompanie zur Gründung des neuen 18. Infanterie-Regiments abgeben. Bei der Gründung der neuen Zweibrückener Garnison verlor es zum 18. April 1891 das gesamte I. Bataillon, das jedoch sechs Jahre später wieder zurückkehrte. Zwischenzeitlich wurde 1893 auch ein IV. Bataillon gebildet, das am 1. April 1897 mit dem IV. Bataillon des 18. Infanterie-Regiments zum 23. Infanterie-Regiment vereinigt wurde. Nach Orffs Tod 1895 erhielt das 17. Infanterie-Regiment dessen Namen.
Im Oktober 1900 war das II. Bataillon von einer Typhusepidemie betroffen, von der nicht bekannt ist, wie viele Todesopfer sie forderte. 1904 wurden einige der Soldaten zur Niederschlagung des Herero-Aufstandes nach Deutsch-Südwestafrika beordert.

### Erster Weltkrieg
Der Erste Weltkrieg begann für das Regiment mit der Bekanntmachung der Mobilmachung am Abend des 1. August, nachdem am Tag zuvor bereits der Kriegszustand über Bayern verhängt worden war. In Germersheim herrschte Kriegsbegeisterung. Zwischen dem 4. und 7. August verließ das Regiment die Stadt. In den kommenden vier Jahren war es im Rahmen der 3. Infanterie-Division ausschließlich an der Westfront eingesetzt.
Zunächst wurde es als Teil der 6. Armee in Lothringen eingesetzt, bei der Verfolgung des zurückweichenden Gegners überschritt es am 22. August 1914 die französische Grenze. Nach den schweren Kämpfen zwischen Nancy und Épinal vom 23. August bis 14. September kämpfte es Ende September/Anfang Oktober 1914 an der Somme und vom 30. Oktober bis 15. November in der Ersten Flandernschlacht. Es folgte bis zum 22. August 1916 Stellungskrieg in Flandern, daraufhin vom 24. August bis zum 19. September die Teilnahme an der Schlacht an der Somme. Nach Stellungskämpfen bei Armentières wurde es in der Schlacht von Messines 1917 fast vollständig vernichtet, nur drei Kompanien verblieben. Nach Stellungskämpfen in Lothringen (16. Juli–9. Oktober 1917), der Champagne (10. Oktober 1917–2. Januar 1918) und nördlich der Aillette (4. Februar–20. März 1918) folgte ein Einsatz in der Deutschen Frühjahrsoffensive zwischen dem 21. März und dem 1. April. Den Rest des Krieges brachte es mit verschiedenen Stellungskämpfen zu.
3.426 Mann fielen, starben bei Unfällen oder in Gefangenschaft während des Krieges. 73 Mann starben an Krankheiten und 473 blieben vermisst, so dass das Regiment insgesamt 3.974 Tote zu beklagen hatte. Weiterhin wurden 8.242 Mann verwundet und 1.785 gerieten in Gefangenschaft.

### Verbleib
Nach dem Waffenstillstand von Compiègne erreichten die Reste des Regiments Gerolzhofen, wo ab 14. Dezember 1918 die Demobilisierung und schließliche Auflösung erfolgte. Aus Teilen des Regiments bildete sich am 20. Februar 1919 die Freiwilligen-Kompanie „Becker“, die zum Freiwilligen-Detachement „Götz“ übertrat. Nach dessen Auflösung zum 30. Mai 1919 wurden die Angehörigen Anfang Juni 1919 im II. Bataillon des Reichswehr-Infanterie-Regiments 46 eingegliedert.
Die Tradition übernahm in der Reichswehr die 7. Kompanie des 21. (Bayerisches) Infanterie-Regiments.

## Erwähnenswertes
In Germersheim, der Garnisonsstadt des Regimentes, wurden sowohl die „Orffstraße“ als auch die „17 er Straße“, die in die Orffstraße einmündet, nach dem Regiment benannt. Ferner existiert in Germersheim ein Traditionsverband, der es sich zum Ziel gesetzt hat, das 17. Königlich Bayerische Infanterie-Regiment, in korrekter Uniformierung wiederzubeleben.